# Ömer Saybir
Ömer Saybir (Bakırköy, 27 luglio 1961) è un ex cestista turco.

## Carriera
Con la Turchia ha disputato i Campionati europei del 1993.